# 虎斑避役属
虎斑避役属（学名：Archaius）是变色龙科的一属。

## 下属物种
本属包括以下物种：
- Archaius tigris (Kuhl, 1820)

## 保育狀況
其被列為《瀕危野生動植物種國際貿易公約》附錄二的物種，被限制出口及貿易。